# Nissan Pixo
| Sterne im Euro NCAP-Crashtest |

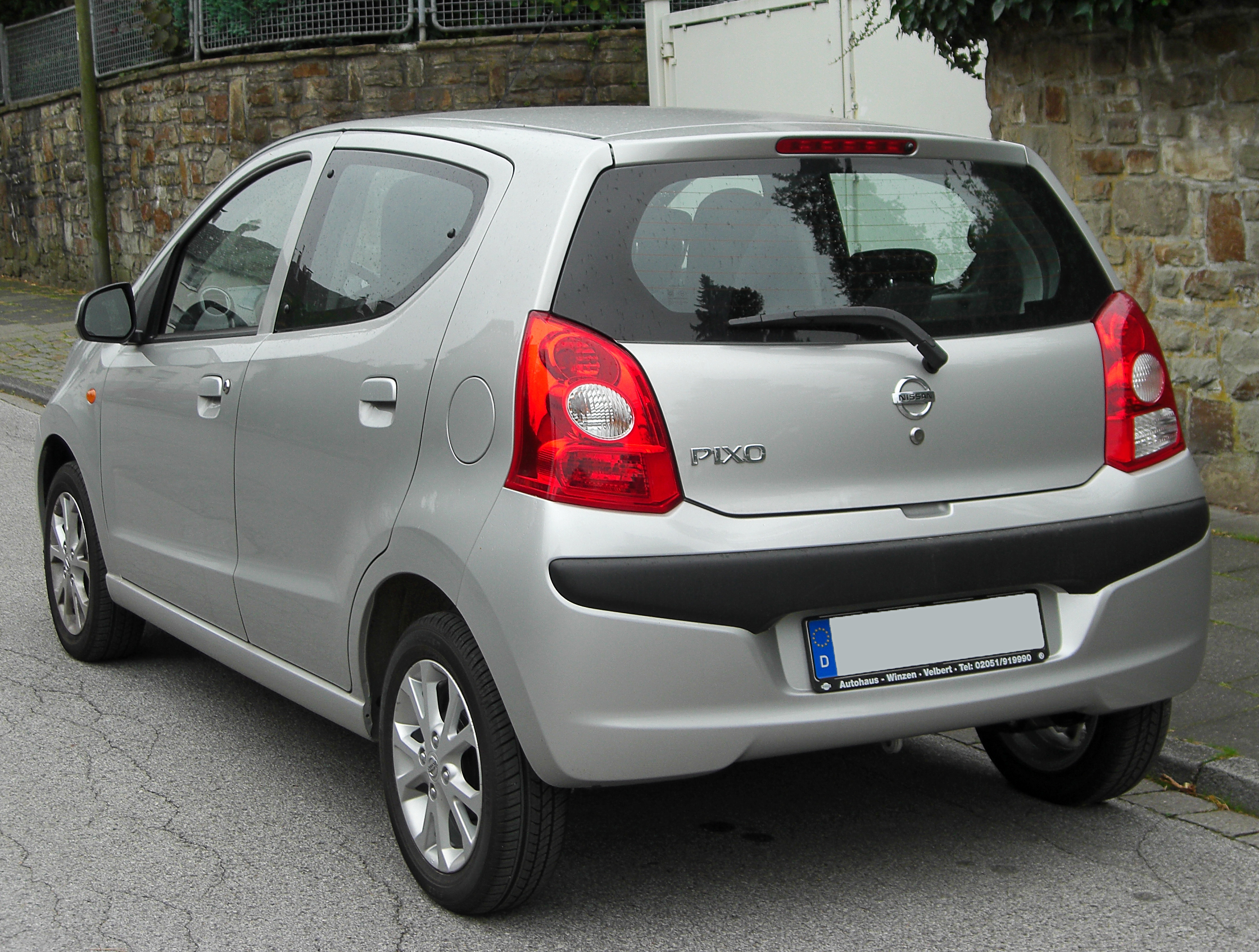
Heckansicht

Der Nissan Pixo (Typ D31S) ist ein viersitziger Kleinstwagen mit Ottomotor des japanischen Automobilherstellers Nissan. Das fünftürige Fahrzeug war ab dem 20. Juni 2009 auf dem deutschen Markt erhältlich. Im Oktober 2013 endete die Produktion.
Der Wagen wurde zusammen mit dem baugleichen Suzuki Alto in Indien von der Maruti Suzuki India Ltd. produziert und zählte mit einem Grundpreis von 8290 Euro (7999 Euro Einstandspreis 2009) zu den günstigsten Angeboten der Klasse.
Der Pixo erfüllte die ab 1. September 2009 gültige Abgasnorm Euro 5. Er war auch für Anhängerbetrieb zugelassen (gebremst 200 kg/ungebremst 100 kg).

## Technische Daten
|                            | 1,0 l (Visia, Acenta)               | 1,0 l Automatik (nur für Acenta)    |
| -------------------------- | ----------------------------------- | ----------------------------------- |
| Motor:                     | Dreizylinder-Reihenmotor (Viertakt) | Dreizylinder-Reihenmotor (Viertakt) |
| Ventile:                   | 12                                  | 12                                  |
| Hubraum:                   | 996 cm³                             | 996 cm³                             |
| Leistung bei 1/min:        | 50 kW (68 PS) 6000                  | 50 kW (68 PS) 6000                  |
| Max. Drehmoment bei 1/min: | 90 Nm 3400                          | 90 Nm 3400                          |
| Getriebe:                  | Fünfgang-Schaltgetriebe             | 4-Stufen-Automatik                  |
| Höchstgeschwindigkeit:     | 155 km/h                            | 150 km/h                            |
| 0–100 km/h:                | 14 s                                | 17 s                                |
| Verbrauch in l/100 km:     | 4,4 S                               | 5,2 S                               |
| CO2-Ausstoß in g/km:       | 103                                 | 122                                 |
| Abgasnorm:                 | Euro 5                              | Euro 5                              |
| Tankinhalt:                | 35 l                                | 35 l                                |
| Wendekreis:                | 9 m                                 | 9 m                                 |
| Kofferraumvolumen:         | 129–367 l                           | 129–367 l                           |

## Ausstattung
Das Grundmodell Visia hatte eine elektrische Servolenkung, Antiblockiersystem mit elektronischer Bremskraftverteilung (EBD, Electronic Brakeforce Distribution) und Bremsassistent, Scheibenbremsen vorn, Trommelbremsen hinten, vier Airbags, manuell verstellbare Spiegel, eine in der Höhe verstellbare Lenksäule und Isofix-Kindersitz-Halterungen auf den Rücksitzen. Ohne Aufpreis war der Wagen nur in Rot erhältlich.
Der Pixo Acenta besaß eine Zentralverriegelung mit Funkfernbedienung, Nebelscheinwerfer, elektrische Fensterheber vorn, eine mechanische Kofferraumfernentriegelung am Fahrersitz, CD-Radio mit zwei Lautsprechern und eine geteilt umklappbare Rücksitzlehne. Nur der Acenta war auch mit der 4-Stufen-Automatik lieferbar.
Für das Grundmodell Visia war als Sonderausstattung ab Werk nur eine der fünf Metalliclackierungen erhältlich. Das teurere Modell Acenta konnte gegen Aufpreis mit dem Safety Paket (Elektronisches Stabilitätsprogramm und Kopfairbags vorn) sowie einer manuellen Klimaanlage mit Pollenfilter versehen werden. Weitere Extras, wie Leichtmetallfelgen oder Einparkhilfen mussten als Zubehör beim Händler montiert werden.

## Zulassungszahlen
In der Bundesrepublik Deutschland wurden zwischen 2009 und 2013 insgesamt 14.727 Pixo neu zugelassen. Mit 4.868 Einheiten war 2009 das erfolgreichste Verkaufsjahr.
|  |

|  |

|  |

|  |

|  |

|  |

|  |

|  |

|  |

|  |

|  |

|  |

|  |

|  |

|  |

|  |

|  |

|  |

|  |

|  |

|  |

|  |

|  |

|  |

|  |

|  |

|  |

|  |

|  |

|  |

|  |

|  |

|  |

|  |

|  |

|  |

|  |

|  |

|  |

|  |

|  |

|  |

|  |

|  |

|  |

|  |

|  |

|  |

|  |

|  |

|  |

|  |

|  |

|  |

|  |

|  |

|  |

|  |

|  |

|  |

|  |

|  |

|  |

|  |

|  |

|  |

|  |

|  |

|  |

|  |

|  |

|  |

|  |

|  |

|  |

|  |

|  |

|  |

|  |

|  |

|  | Benziner (14.727) |

|  | Benziner (14.727) |

## Quelle
- Preisliste Nissan Pixo (Stand Mai 2009), Druck-Nr. 6226